# LDA (cantante)
LDA, pseudonimo di Luca D'Alessio (Roma, 27 marzo 2003), è un cantautore e rapper italiano.

## Biografia

### Primi anni
Nato a Roma ma cresciuto a Napoli, è figlio del cantautore Gigi D'Alessio e di sua moglie Carmela Barbato; i genitori, sposati dal 1986, si sono separati nel 2006 per poi divorziare nel 2014. Ha due fratelli biologici, Claudio (1987) ed Ilaria (1992), e tre fratellastri da parte del padre, Andrea (2010) nato dalla relazione del padre con la cantante Anna Tatangelo, Francesco (2022) e Ginevra (2024) nati dalla relazione del padre con l'attuale compagna Denise Esposito.
Ha studiato al liceo scientifico e da sempre ha avuto la passione per il calcio, sport per il quale ha ottenuto risultati discreti. Seguendo le orme del padre, ha iniziato a coltivare un immediato interesse per la musica fin dall'infanzia, iniziando a suonare il pianoforte e la chitarra e a scrivere e a comporre i suoi primi brani.

### 2017-2021: Il debutto discografico
Il 15 ottobre 2017 ha pubblicato il suo primo brano Orizzonte, in cui ha collaborato con il cantautore barese Il Mago.
Il 27 marzo 2020 ha pubblicato il singolo di esordio Resta, a cui ha fatto seguito il singolo Vediamoci stasera, che ha visto la collaborazione del rapper napoletano Astol e del cantante spagnolo Robledo.
Nel marzo 2021 ha pubblicato il singolo Vivimi e, successivamente, ha preso parte come artista ospite all'album Buongiorno del padre Gigi, duettando nella title track e nel brano Di notte.

### 2021-2022: Partecipazione adAmici 21eLDA
Nel settembre 2021 ha partecipato ai provini della ventunesima edizione del talent show musicale in onda su Canale 5 Amici di Maria De Filippi, accedendo poi alla fase iniziale. Nel marzo 2022 ha ottenuto l'accesso alla fase serale, dove si è classificato al quinto posto nella categoria canto, dopo essere stato eliminato nel corso della sesta puntata del 23 aprile. Durante l'esperienza ad Amici, è stato pubblicato il singolo Quello che fa male, certificato disco di platino dalla FIMI e di cui è stata realizzata anche una versione in spagnolo, seguito dai brani Sai, Scusa e Io volevo solo te. Dopo l'uscita dal talent ha firmato un contratto discografico con l'etichetta Sony Music.
Il 25 aprile 2022 ha pubblicato il singolo Bandana, certificato disco d'oro, che ha anticipato l'uscita del suo primo EP omonimo. Il disco ha esordito alla terza posizione della Classifica FIMI Album. L'11 novembre 2022 ha pubblicato il singolo Cado, in collaborazione con Albe.

### 2023-presente: Festival di Sanremo 2023 eQuello che fa bene
Nel febbraio 2023 ha partecipato per la prima volta in gara al 73º Festival di Sanremo con il brano Se poi domani. Durante la quarta serata dedicata alle cover ha duettato con Alex Britti, cantando Oggi sono io, mentre nella serata finale si è classificato al quindicesimo posto nella classifica generale. Il 17 febbraio ha pubblicato il suo primo album in studio Quello che fa bene. Il 19, il 20 e il 22 aprile si è svolta la tournée LDA tour 2023, rispettivamente a Milano, Napoli e Roma, inizialmente prevista il 4, il 5 e il 7 dicembre 2022. Il 26 maggio 2023 è uscito il singoli Granita, seguito l'8 settembre dal singolo Castello di sabbia (inserito nella sigla della seconda stagione della serie televisiva di Netflix Di4ri) e il 6 dicembre dal singolo Promesse.
Nel 2024 ha collaborato nel singolo Nun è cos di Matteo Paolillo. Il 3 maggio ha pubblicato il singolo Rosso lampone. Dal 17 luglio al 17 settembre si è svolto l'LDA Summer tour 2024, il suo tour estivo nelle città italiane.
L'11 aprile 2025 è uscito il singolo Shalla, che ha segnato la sua svolta al genere rhythm and blues. Dal 7 giugno al 25 agosto si è svolto l'LDA Summer tour 2025, il suo tour estivo nelle città italiane. Il 20 giugno è stato pubblicato il singolo Attimo eterno.

## Discografia
- 2023 – Quello che fa bene

## Tournée
- 2023 – LDA tour 2023
- 2024 – LDA Summer tour 2024
- 2025 – LDA Summer tour 2025

## Programmi televisivi
- Amici di Maria De Filippi 21 (Canale 5, 2021-2022) - concorrente

## Partecipazioni a manifestazioni canore
- Festival di Sanremo (Rai 1)
  - 2023 – 15º posto con Se poi domani